# 하리 딜런

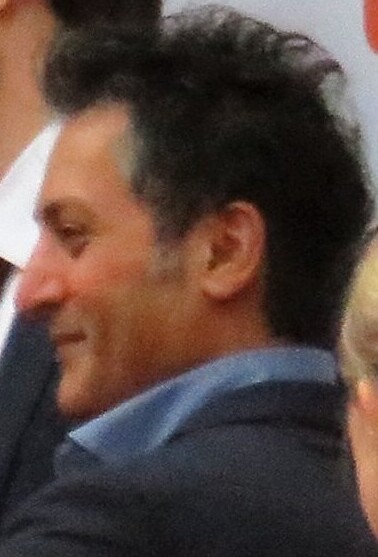

하리 딜런(Hari Dhillon, 1968년 1월 1일 ~ )은 미국의 배우이다.
샌프란시스코에서 태어났다.

## 출연 작품
- 골드 랜섬 (2016년) - 마르코스 샤 역
- 크레이들 투 그레이브 (2003년)
- 로리스 하트 (2001년)
- 위트 (2001년)
- 아라비안 나이트 (2000년)
- New World Disorder (1999)

### 텔레비전
- 홀비 시티 (2007-14)
- 캐주얼티 (2014)